# FDMA
Frequency Division Multiple Access nebo také FDMA je deterministická metoda přístupu k mediu využívaná v protokolech pro vícenásobný přístup jako protokol pro rozdělení jednotlivých kanálů. FDMA poskytuje uživatelům individuální přidělení jednoho nebo několika frekvenčních pásmech, nebo kanálů. To je obzvláště běžným jevem v satelitní komunikaci. FDMA, stejně jako ostatní systémy vícenásobného přístupu, koordinuje propojení mezi více uživateli. Jejími alternativami jsou TDMA, CDMA, nebo SDMA. Tyto protokoly jsou využívány různě, na různých vrstvách teoretického modelu OSI.
Nevýhodou této metody je, že přeslechy mohou způsobit interferenci ve frekvenčním pásmu a narušit tak přenos.

## Vlastnosti
- V FDMA všichni uživatelé sdílet satelitní transpondér, nebo frekvenční kanál současně, ale každý uživatel vysílá na jedné vysílací frekvenci.
- FDMA může být použit jak pro analogový tak pro digitální signál.
- FDMA vyžaduje vysoce výkonné filtry v rádiovém hardwaru na rozdíl od TDMA a CDMA.
- FDMA není náchylné k problémům časování, které TDMA má. Jelikož předem stanovené frekvenční pásmo je k dispozici po celou dobu komunikace, tok dat (nepřetržitý tok dat, který nemusí být paketizován) muže být snadno použit s FDMA.
- Kvůli filtrování kmitočtu, FDMA, není citlivá na tzv. near-far problem, který je výraznější u CDMA.
- Každý uživatel vysílá a přijímá na rozdílných frekvencích, jelikož každý dostane své vlastní jedinečné frekvenční sloty.

FDMA se liší od frekvenčně odděleného duplexu (FDD). Zatímco FDMA umožňuje více uživatelům současný přístup k přenosové soustavě, FDD určuje, jak je rádiový kanál sdílený mezi uplink a downlink (například přenos tam a zpět mezi mobilním telefonem a mobilní základnovou stanicí). Frekvenční multiplex (FDM) se také od FDMA liší. FDM je technika fyzické vrstvy, která spojuje a přenáší kanály s nízkou šířkou pásma přes kanál s velkou šířkou pásma. FDMA, na druhé straně, je metoda přístupu do linkové vrstvy.
FDMA také navíc k pevnému přiřazení podporuje tzv. demand assignment. Demand assignment umožňuje všem uživatelům zdánlivě nepřetržitý přístup do rádiového spektra přiřazením nosné frekvence na dobu určitou s použitím statistické přiřazení. První FDMA demand assignment systém pro satelity byl vyvinut společností Comsat pro použití satelity Intelsat série IVA a V.
Existují dvě hlavní techniky:
- Multi-channel per-carrier (MCPC)
- Single-channel per-carrier (SCPC)